# Каллерн
Каллерн (нім. Kallern) — громада  в Швейцарії в кантоні Ааргау, округ Мурі.

## Географія
Громада розташована на відстані близько 80 км на північний схід від Берна, 21 км на південний схід від Аарау.
Каллерн має площу 2,7 км², з яких на 9% дозволяється будівництво (житлове та будівництво доріг), 77,5% використовуються в сільськогосподарських цілях, 13,5% зайнято лісами, 0% не є продуктивними (річки, льодовики або гори).

## Демографія
2019 року в громаді мешкало 387 осіб (+19,1% порівняно з 2010 роком), іноземців було 10,6%. Густота населення становила 144 осіб/км².
За віковим діапазоном населення розподілялося таким чином: 25,8% — особи молодші 20 років, 62,5% — особи у віці 20—64 років, 11,6% — особи у віці 65 років та старші. Було 141 помешкань (у середньому 2,7 особи в помешканні).
Із загальної кількості 95 працюючих 39 було зайнятих в первинному секторі, 8 — в обробній промисловості, 48 — в галузі послуг.